# Artère rénale
L'artère rénale est une artère systémique paire de l'abdomen. Elle possède un double rôle : trophique en vascularisant le rein et fonctionnelle pour la filtration rénale.

## Origine
Les artères rénales gauche et droite naissent des faces homolatérales de l'aorte abdominale, en dessous de l'origine de l'artère mésentérique supérieure au niveau des deux premières vertèbres lombaires.
Elles ont un rayon de 0,25 cm environ, 0,26 cm à la racine. Le diamètre moyen mesuré peut varier selon la méthode utilisée. Pour exemple, le diamètre fut estimé être de 5,04 ± 0,74 mm en utilisant des ultrasons, mais fut estimé être de 5,68 ± 1,19 mm en utilisant l'angiographie.

## Trajet
Le rein droit est légèrement plus bas que le rein gauche, à cause de la présence du foie qui occupe un volume important à droite. De plus l'aorte abdominale est légèrement décalée sur la gauche et la veine cave inférieure est légèrement décalée à droite. Il s'ensuit que l'artère rénale droite a une origine parfois un peu plus basse, et a un trajet plus long avec une discrète obliquité vers le bas.
L'artère rénale droite chemine sur 6 à 7 cm derrière la veine cave inférieure et le duodénum. Son trajet est oblique vers le bas et à droite.
L'artère rénale gauche chemine sur 3 à 4 cm derrière la veine rénale gauche et le pancréas. Son trajet est oblique presque horizontal.

### Rapports
Les deux artères sont plaquées contre la paroi de l'abdomen, c'est-à-dire qu'elles passent devant les piliers fibreux du diaphragme et devant le muscle psoas
L'artère droite passe derrière la veine cave inférieure, derrière la veine rénale droite, derrière la tête du pancréas et derrière la portion descendante du duodénum.
L'artère gauche est un peu plus haute, elle passe derrière la veine rénale gauche, derrière le corps du pancréas et derrière la veine splénique.

## Branches terminales
Avant d'atteindre le hile du rein, chaque artère donne deux branches : le rameau antérieur (ou rameau prépyélique) et le rameau postérieur (ou rameau rétropyélique).
Le rameau antérieur passe entre la veine rénale et le pelvis rénal, la veine étant antérieure et l'uretère postérieure. Elle donne les artères segmentaires supérieure, antéro-supérieure, antéro-inférieure et inférieure.
Le rameau postérieur contourne le bord supérieur du pelvis rénal pour longer le bord postérieur du hile rénal, et donne l'artère segmentaire postérieure.
On peut donc diviser le rein en 5 segments : supérieur, inférieur, antéro-supérieur, antéro-inférieur et postérieur, selon la vascularisation segmentaire, bien qu'il existe une grande variabilité de celles-ci.

## Branches collatérales
Avant sa division terminale, l'artère rénale ou les artères segmentaires donne plusieurs collatérales  
- l'artère supra-rénale inférieure qui contribue à la vascularisation de la glande surrénale,
- les rameaux urétériques pour l'uretère proximal,
- les rameaux capsulaires qui vascularisent la capsule fibreuse et adipeuse du rein et les nœuds lymphatiques adjacents.

## Variations anatomiques
Une ou deux artères accessoires sont souvent trouvées (environ 25% des cas), particulièrement du côté gauche où elles proviennent directement de l'aorte, et peuvent arriver au-dessus ou en dessous de l'artère principale. Au lieu d'entrée par le hile, elles perforent habituellement la partie supérieure ou inférieure de l'organe.
Une variation assez fréquente est l'existence d'une artère rénale accessoire inférieure à destination du pôle inférieur. Une autre variation courante est la naissance des collatérales naturelles de l'artère rénale directement depuis l'aorte, ce qui aboutit à la formation d'une artère vascularisant le pôle supérieur du rein directement depuis l'aorte.
Parfois les artères rénales peuvent naître de l'artère mésentérique supérieure.
La bifurcation terminale de l'artère rénale peut également se produire avant le hile rénal.

## Vascularisation du rein

### Vascularisation fonctionnelle
Les artères rénales assurent un apport de sang très important aux reins, assurant l'unique vascularisation fonctionnelle des reins. Jusqu'à un tiers du débit cardiaque, et en moyenne 20 % de ce débit, transitent par les artères rénales pour être filtrés par les reins.

### Vascularisation trophique
La vascularisation trophique, ou nourricière des reins, est plus variable. Elle assure également la perfusion d'autres structures du système excréteur, à savoir le pelvis rénal et l'uretère. Cette vascularisation est dans la majorité des cas assurée exclusivement par l'artère rénale droite et l'artère rénale gauche. Cependant, il peut exister une ou plusieurs artères rénales supplémentaires visant à ce but pour chaque rein.

## Innervation
Les artères rénales sont entourées de nerfs du système sympathique, cible des techniques de dénervation sympathique rénale : une quarantaine de rameaux nerveux entourent ainsi chaque artère, avec une densité un peu moindre en dans la partie distale et dans la partie postérieure des artères.

## Aspect clinique
La sténose de l'artère rénale, ou rétrécissement d'une ou des deux artères rénales provoque une hypertension. Ceci est dû au fait que le ou les reins vont libérer de la rénine pour augmenter la pression artérielle et préserver la perfusion des reins. La sténose est diagnostiquée avec une angiographie par résonance magnétique de l'abdomen. Elle est traitée par angioplastie avec un ballon et des stents, si besoin.
L'athérosclérose peut aussi affecter les artères rénales et conduire à une mauvaise perfusion des reins, amenant une baisse de la fonctionnalité des reins, et éventuellement à une insuffisance rénale.

## Galerie

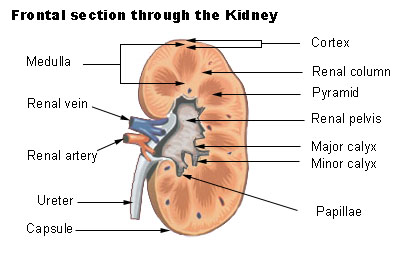
Section frontale à travers un rein.
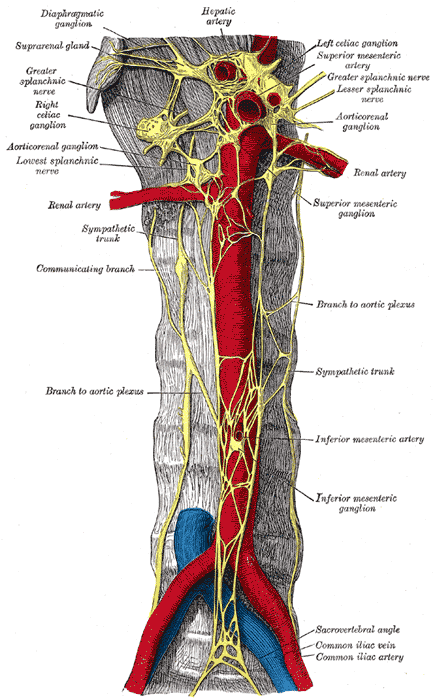
Portion abdominale de la chaîne sympathique, avec les plexus cœliaque et hypogastrique.
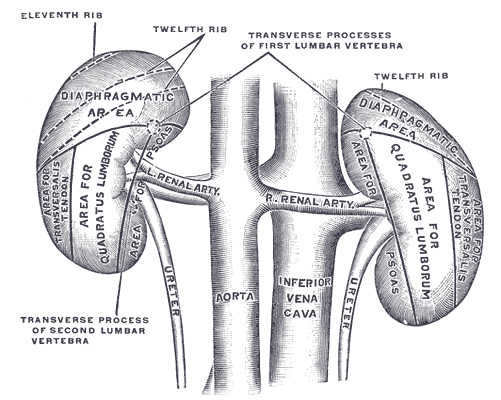
Surface postérieur des reins, montrant les zones de contact avec la paroi.
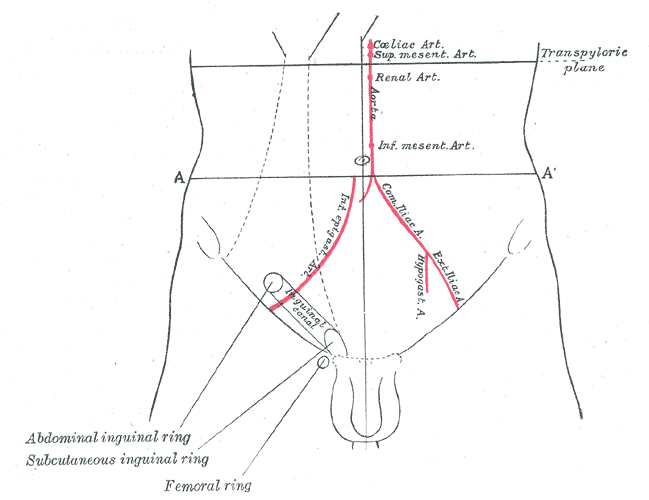
Vue antérieur de l'abdomen, montrant les repères de surface pour les artères et le canal inguinal.
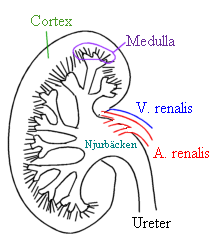
Rein